# Катедра по химия (ШУ)
Катедра „Химия“ е една от катедрите на Факултета по природни науки на Шуменски университет „Епископ Константин Преславски“. Неин ръководител е проф. д.х.н. Валерий Христов Христов.
Катедрата взима участие в Деня на отворените врати във факултета, който дава възможност на всички желаещи да се запознаят с химичните експерименти в лабораториите на университета.

## Академичен състав
През 2019 г. академичният състав на катедра „Химия“ се състои от 8 хабилитирани преподаватели и 6 нехабилитирани преподаватели.
- Проф. д.х.н. Валерий Христов Христов
- Проф. д.х.н. Добромир Димитров Енчев
- Проф. д-р Христомир Йорданов Христов
- Доц. д-р Диляна Стефанова Иванова-Станчева
- Доц. д-р Ивайло Кънчев Иванов
- Доц. д-р Марина Николаевна Московкина
- Доц. д-р Петинка Радева Галчева
- Доц. д-р Радка Томова Георгиева-Николова
- Гл. ас. д-р Ивайло Дианов Парушев
- Гл. ас. д-р Исмаил Ефраимов Исмаилов
- Ас. д-р Хасан Хасанов Хасанов
- Ас. Станислав Андреев Дончев
- Хон. проф. д-р Радослав Илиев Иванов
- Хон. проф. д-р Жана Крумова Ангарска